# .st
.stはサントメ・プリンシペの国別コードトップレベルドメイン (ccTLD)。1997年に割り当てられた。Bahnhof ST Registryにより管理されている。

## サントメ・プリンシペ外での利用
イタリアのボルツァーノ自治県（南チロル）は、旧オーストリア領であった歴史的経緯によりイタリアにありながらドイツ語話者が多く、イタリアのccTLDである.itへの拒否感から代わりに.st（Südtirol / South Tyrol）を用いることがある。また、オーストリアのシュタイアーマルク州を指すこともある。
ワシントン・ポスト紙はwapo.stを自社ホームページへの短縮URLとして採用している。
Smalltalkを表すドメインとしても用いられる。